# Chalcopasta biforis
Chalcopasta biforis là một loài bướm đêm trong họ Noctuidae.